# Seznam švicarskih pevcev resne glasbe
Seznam švicarskih pevcev resne glasbe.

## B
- Urs Bühler (1971), tenor

## C
- Lisa Della Casa (1919-2012), sopran
- Fernando Corena (1916-1984), bas
- Hugues Cuénod (1902-2010), tenor

## G
- Herbert Ernst Groh (1906-1982), tenor

## H
- Ernst Haefliger (1919-2007), tenor
- Ève-Maud Hubeaux (1988), mezzosopran
- Philippe Huttenlocher (1942), bas

## M
- Edith Mathis (1938), sopran

## O
- Karin Ott (1945), sopran

## P
- Otto Peter (1931), bariton

## R
- Delia Reinhardt (1892-1974) (nem.-švic.)

## S
- Maria Stader (1911-1999), sopran

## T
- Éric Tappy (1931), tenor